# ホシマダラハゼ
ホシマダラハゼ（星斑鯊、Ophiocara ophicephalus）は、日本の淡水に生息するハゼのなかではもっとも大型になる種の一つ。マングローブの淀みに生息する。ホシマダラハゼ属のタイプ種である。

## 分布
種子島以南の琉球列島（種子島、奄美大島、沖縄島、久米島、宮古島、石垣島、西表島、与那国島）、台湾以南の西・南太平洋西部、インド洋周縁に幅広く分布。

## 形態
全長は25-45センチメートル。体は黒褐色で、第2背鰭や臀鰭、尾鰭は黄色く縁取られよく目立つ。幼魚には2列の白色横帯があり、成長すると体側および第2背鰭や尾鰭に白色小点が見られ、老成魚では体側の斑紋は見られないことが多い。また、若魚は頭部下面や体側に青緑色の斑点が密在するが、成長に伴い不明瞭となる。頭部感覚管はよく発達しており、極端に前鼻管が長い。頬の孔器配列は横列パターン。

## 生態
主に河川の河口の汽水域や汽水性湿地に生息し、淡水域にも入るがあまり侵入しない。昼間はヒルギ類の根間などの物陰に潜み、夜は、岸が木の根や枝および草に覆われたところや、水生植物が繁茂する環境、マングローブ林内の水路の、やや水深がある流れの穏やかな淀みの泥底に多い。
動物食性で、小魚や、エビなどの小形の水生生物などを活発に追う。

## 保全状況
絶滅危惧Ⅱ類に指定されている。
絶滅危惧II類 (VU)（環境省レッドリスト）